# 12852 Teply
12852 Teply è un asteroide della fascia principale. Scoperto nel 1998, presenta un'orbita caratterizzata da un semiasse maggiore pari a 2,2706340 UA e da un'eccentricità di 0,1456198, inclinata di 6,46310° rispetto all'eclittica.